# Vacant Coffin
Vacant Coffin ist eine finnische Death-Metal- und Deathgrind-Band aus Joensuu, die 2007 gegründet wurde.

## Geschichte
Die Band wurde Anfang 2007 von dem Bassisten und Sänger Jussi Nyblom und dem Gitarristen und Sänger Lasse Pyykkö gegründet. Beide kannten sich bereits von ihrer vorherigen gemeinsamen Aktivität bei Phlegethon. Da Nyblom jedoch keine Zeit für die Band hatte, nahm Pyykkö im Alleingang das Demo The Thrashed Supper im Jahr 2007 auf. Kurz nach der Veröffentlichung wurde die Besetzung durch den Bassisten Petri „Pete“ Konsti und den Schlagzeuger Pekka Koskelo ergänzt. Über das US-amerikanische Label Razorback Records erschien 2008 das Debütalbum Sewer Skullpture.

## Stil
Luxi Lahtinen von metal-rules.com ordnete Sewer Skullpture dem Deathgrind zu, wobei er Einflüsse von Autopsy, Terrorizer, Repulsion und Napalm Death heraushörte. Die Musik sei aggressiv und schnell, wobei man sich an den Themen Horror und Gore orientiere. Scott Alisoglu von Blabbermouth.net schrieb das Album eher dem Old-School-Death-Metal zu. Neben gelegentlichen Gemeinsamkeiten zu Terrorizer und Impetigo bediene sich die Band vor allem beim frühen schwedischen Death Metal. In den Songs mache die Band sowohl von groovenden Passagen als auch von Blastbeats Gebrauch. Auch gebe es atmosphärische Momente, wie die von Keyboards gespielten Horrorfilm-Intros von Sewer by the Cemetery und das langsame Razor Justice.

## Diskografie
- 2007: The Thrashed Supper (Demo, Eigenveröffentlichung)
- 2008: Sewer Skullpture (Album, Razorback Records)